# Jan Jankowski (lotnik)
Jan Jankowski (ur. 9 czerwca 1899 w Trlągu, zm. 5 marca 1943) – podpułkownik nawigator Wojska Polskiego, dowódca dywizjonu 305.

## Życiorys
W 1915 r. wstąpił do Polskiej Organizacji Wojskowej, był kierownikiem drużyny harcerskiej. Został 7 października 1916 r. powołany do odbycia służby w armii niemieckiej. Służył w 68. pułku piechoty, następnie został przydzielony do 20 pułku artylerii polowej. 11 czerwca 1917 r. został skierowany do 71. pułku piechoty i w składzie tej jednostki walczył na froncie zachodnim. Został ciężko ranny, powrócił w rodzinne strony na rekonwalescencję. Przyłączył się do oddziałów powstańców wielkopolskich, wziął udział w walkach o Strzałkwo i Witkowo.
Zgłosił się do odrodzonego Wojska polskiego, został przydzielony do 29. pułku piechoty, w jego składzie walczył podczas wojny polsko–bolszewickiej na froncie wołyńskim i litewsko-białoruskim. 15 lutego 1920 r. został skierowany do Szkoły Podchorążych Piechoty w Warszawie. W lipcu został przeniesiony do Centralnej Szkoły Podoficerów Piechoty w Biedrusku. 1 listopada mianowany podporucznikiem, 1 września 1921 r. został przeniesiony do 57.. pułku piechoty. Następnie został przeniesiony do 18. pułku piechoty, 15 lutego 1923 r. został awansowany na stopień porucznika.
Zdecydował się na zmianę rodzaju broni i 20 czerwca 1923 r. został skierowany na kurs w Oficerskiej Szkole Obserwatorów i Strzelców, gdzie uzyskał specjalność obserwatora. 24  maja 1924 r. został przeniesiony do 3 pułku lotniczego, gdzie służył w 32. eskadrze lotniczej. Ze starszeństwem 10 listopada 1936 r. został mianowany na stopień podpułkownika.
Został przeniesiony na stanowisko szefa wyszkolenia w Dowództwie Lotnictwa Ministerstwa Spraw Wojskowych. Po wybuchu II wojny światowej nie wziął udziału w walkach, został ewakuowany przez Rumunię do Francji. Stamtąd został przeniesiony do Wielkiej Brytanii. Zgłosił się do służby w Polskich Siłach Powietrznych, otrzymał numer służbowy RAF P-0053.
Przydzielono mu zadanie zorganizowania dywizjonu 305. 1 września 1940 r. objął dowództwo nad tą jednostką. Jego dublerem ze strony RAF został Wing Commander J. Drysdale. Na skutek konfliktu ze swym brytyjskim odpowiednikiem odszedł z jednostki i pracował w Inspektoracie Lotnictwa Polskich Sił Powietrznych.
Zgłosił się do służby w jednostce bojowej i otrzymał przydział do dywizjonu 300. 5 marca 1943 r. wziął udział w nalocie na Essen. Jego Wellington (BK150 BH-Q) został trafiony przez artylerię przeciwlotniczą w pobliżu Mönchengladbach. Załoga zdołała wyskoczyć na spadochronach, Jan Jankowski był jedyną ofiarą śmiertelną
Został pochowany na cmentarzu wojennym w Rheinberg, grób nr 10, działka 2, rząd D.

## Ordery i odznaczenia
Za swą służbę otrzymał odznaczenia:
- Krzyż Walecznych,
- Srebrny Krzyż Zasługi,
- Medal Niepodległości,
- Medal Lotniczy – trzykrotnie,
- Odznaka Obserwatora nr 287.